# Pionierkommando 2
Das Pionierkommando 2 war eines der Pionierkommandos des Heeres der Bundeswehr. Der Stabssitz war Ulm. Das Pionierkommando war Teil der Korpstruppen des II. Korps.

## Aufträge
Das Pionierkommando bündelte auf Ebene des Korps die Truppenteile der Pioniertruppe und ABC-Abwehrtruppe. Der Kommandierende General des Korps verfügte damit über eigene pioniertechnische Einsatzmittel, um die Beweglichkeit der Korpstruppen zu erhöhen. Je nach Lage konnten die Pionierbataillone der unterstellten Divisionen und die Panzerpionierkompanien der Brigaden verstärkt werden. Im Gegensatz zu den letztgenannten Truppenteilen verfügte das Pionierkommando über „schweres“ Pioniergerät, das den Pionierkommandeur befähigte, die Querung auch größerer Gewässer zu ermöglichen und die Marschstraßen für die umfangreichen Logistikverbände des Korps pioniermäßig instand zu setzen. Weitere Aufgabe war die ABC-Abwehr auf Ebene der Korps. Insgesamt entsprach die Größe des Pionierkommandos mit etwa 6000 Soldaten in der Kriegsgliederung in etwa einer der Brigaden des Feldheeres.

## Gliederung
Um 1989 gliederte sich das Pionierkommando grob in:
- Stab/Stabskompanie Pionierkommando 2, Ulm
  -  Pionierbataillon 210, München
  -  Pionierlehrbataillon 220, München (im Frieden als Lehrtruppenteil zu Pionierschule)
  -  Amphibisches Pionierbataillon 230, Ingolstadt
  -  Pionierbataillon 240 (teilaktiv), Passau
  -  Pionierbataillon 250 (GerEinh), Rainau
  -  Schwimmbrückenbataillon 260 (GerEinh), Münchsmünster
  -  Schwimmbrückenbataillon 270 (GerEinh), Hemau
  -  ABC-Abwehrlehrbataillon 210, Sonthofen (im Frieden als Lehrtruppenteil zu ABC- und Selbstschutzschule)

## Geschichte

### Vorgeschichte
Von 1958 bis 1959 war in Ulm die Dienststellung des Korpspionierkommandeurs 702 ausgeplant. Durch Umbenennung entstand daraus der Korpspionierkommandeur 2, der zwischen 1959 und Juni 1972 ebenfalls in Ulm beheimatet war.

### Aufstellung
Das Pionierkommando 2 wurde am 1. Juli 1972 zur Einnahme der Heeresstruktur III in der Bleidorn-Kaserne in Ulm aufgestellt.

### Auflösung
Nach Ende des Kalten Krieges wurde das Pionierkommando 1993 etwa zeitgleich mit der Umgliederung des II. Korps zum II. Deutsch-Amerikanischen Korps außer Dienst gestellt. Einige der weiterbestehenden Truppenteile wurden den neu aufgestellten Pionierbrigaden unterstellt.

## Verbandsabzeichen

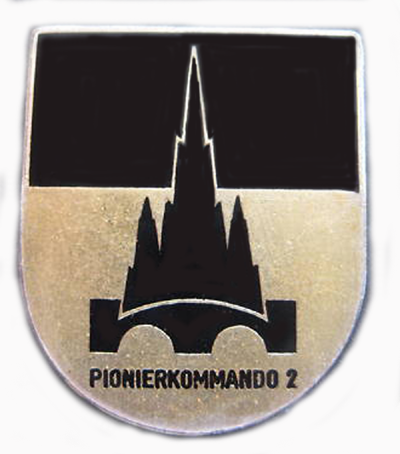
Internes Verbandsabzeichen des Stabes/Stabskompanie

Das Pionierkommando führte aufgrund seiner Ausplanung als Teil der unselbständigen Korpstruppen kein eigenes Verbandsabzeichen. Die Soldaten trugen daher das Verbandsabzeichen des übergeordneten Korps.
Als „Abzeichen“ wurde daher unpräzise manchmal das interne Verbandsabzeichen des Stabes und der Stabskompanie „pars pro toto“ für das gesamte Pionierkommando genutzt. Es zeigte als Hinweis auf den Stationierungsraum den stilisierten Ulmer Münster auf dem Wappenschild der Stadt Ulm. Die stilisierte Brücke steht für die Truppengattung und ist ähnlich im Barettabzeichen der Pioniertruppe enthalten.